# Dinoderus
Dinoderus es un género de escarabajos de bambú de la familia Bostrichidae.

## Especies
- Dinoderus bifoveolatus (Wollaston, 1858)
- Dinoderus borneanus Lesne, 1933
- Dinoderus brevis Horn, 1878
- Dinoderus creberrimus Lesne, 1941
- Dinoderus cuneicollis Wickham, 1913
- Dinoderus distinctus Lesne, 1897
- Dinoderus exilis Lesne, 1932
- Dinoderus favosus Lesne, 1911
- Dinoderus gabonicus Lesne, 1921
- Dinoderus gardneri Lesne, 1933
- Dinoderus glabripennis Lesne, 1911
- Dinoderus japonicus Lesne, 1895
- Dinoderus koi Borowski & Wegrzynowicz, 2013
- Dinoderus mangiferae Lesne, 1921
- Dinoderus minutus (Fabricius, 1775)
- Dinoderus nitidus Lesne, 1897
- Dinoderus oblongopunctatus Lesne, 1923
- Dinoderus ocellaris Stephens, 1830
- Dinoderus ochraceipennis Lesne, 1906
- Dinoderus papuanus Lesne, 1899
- Dinoderus perfoliatus Gorham, 1886
- Dinoderus perplexus Lesne, 1932
- Dinoderus piceolus Lesne, 1933
- Dinoderus politulus Lesne, 1941
- Dinoderus porcellus Lesne, 1923
- Dinoderus punctatissimus Lesne, 1897
- Dinoderus scabricauda Lesne, 1914
- Dinoderus speculifer Lesne, 1895